# آستر بدرقه

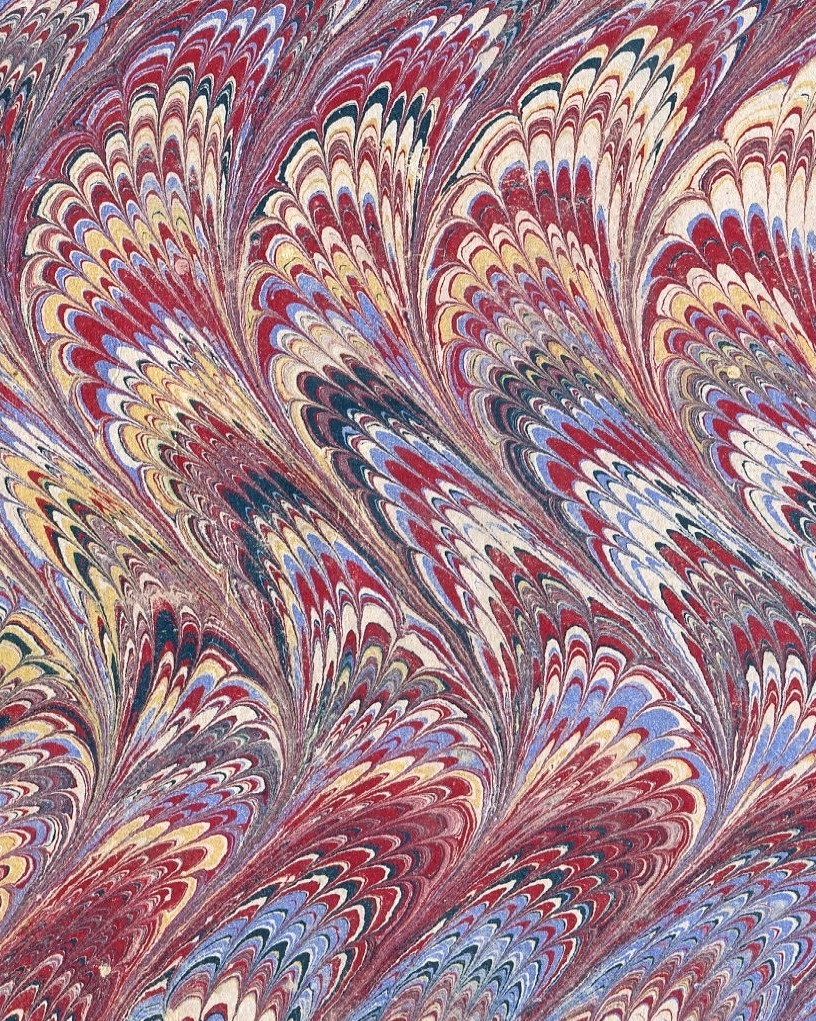
آستر بدرقه

آستر بدرقه‌ (انگلیسی: Endpaper)، صفحه ای که کتاب را به جلد متصل می‌کند.

## آستر بدرقه
آستر بدرقه (آستره) کتاب، برگی که صحاف برای چسباندن و استحکام کتاب به جلد در آغاز و پایان آن می‌گذارد.

## کراسه نما
آستر بدرقه کتاب، یک یا چند برگ که صحاف در آغاز و پایان کتاب می‌گذارد. برگ یا برگ‌های سفیدی که جزء متن کتاب چاپی نیست و «کراسه نما» روی آن حک نشده‌است.
طرح‌های بسیاری برای آستر بدرقه وجود دارد که به‌طور خاص برای استفاده در صحافی طراحی شده‌اند.